# アントイネッテ・フォン・ザクセン＝コーブルク＝ザールフェルト
アントイネッテ・フォン・ザクセン＝コーブルク＝ザールフェルト（Antoinette Ernestine Amalie von Sachsen-Coburg-Saalfeld, 1779年8月28日 - 1824年3月14日）は、ヴュルテンベルク公子アレクサンダーの妻。

## 生涯
ザクセン＝コーブルク＝ザールフェルト公フランツ・フリードリヒ・アントンと、妃アウグステ・ロイス・ツー・エーベルスドルフの次女として、コーブルクで生まれた。弟にザクセン＝コーブルク＝ゴータ公エルンスト1世、ベルギー国王レオポルド1世、妹にロシア大公妃ユリアーネ、イギリスのケント公爵夫人ヴィクトリアがいる。
1798年11月、ヴュルテンベルク公フリードリヒ2世オイゲンの七男アレクサンダーと結婚。アントイネッテは、ロシア軍人であるアレクサンダーに伴われてロシアへ移住した。2人には5子が生まれた。
- マリー（1799年 - 1860年） - 叔父にあたるザクセン＝コーブルク＝ゴータ公エルンスト1世の2度目の妃
- パウル
- アレクサンダー・ルートヴィヒ（1804年 - 1881年）
- エルンスト・コンスタンティン（1807年 - 1868年） - ロシアの将軍
- フリードリヒ（1810年 - 1815年）

次男アレクサンダーの孫であるアルブレヒトは、最後のヴュルテンベルク王ヴィルヘルム2世に男子がなかったため、1921年に後を継いでヴュルテンベルク家の家長となった。